# Kadidja Mohamed Ali
Kadidja Mohamed Ali é uma política do Djibouti. Em 2003, ela foi eleita para a Assembleia Nacional como uma do primeiro grupo de mulheres a entrar na legislatura.

## Carreira
Antes das eleições de 2003 uma nova lei eleitoral foi aprovada, exigindo que as listas dos partidos consistissem em pelo menos 10% de cada género. Ali foi eleita na região de Djibouti como representante da União para a Maioria Presidencial, uma das sete candidatas bem-sucedidas que se tornaram as primeiras mulheres na Assembleia Nacional.